# ميلارد ويب
ميلارد ويب (بالإنجليزية: Millard Webb)‏ هو كاتب سيناريو ومخرج أمريكي، ولد في 6 ديسمبر 1893 في كلاي سيتي في الولايات المتحدة، وتوفي في 21 أبريل 1935 في لوس أنجلوس في الولايات المتحدة.

## وصلات خارجية
- ميلارد ويب على موقع IMDb (الإنجليزية)
- ميلارد ويب على موقع ألو سيني (الفرنسية)
- ميلارد ويب على موقع أول موفي (الإنجليزية)
- ميلارد ويب على موقع قاعدة بيانات الأفلام السويدية (السويدية)
- ميلارد ويب على موقع قاعدة بيانات الفيلم (الإنجليزية)
- ميلارد ويب على موقع كينوبويسك (الروسية)